# وادي سير (السياني)

تعديل مصدري - تعديل

وادي سير هي إحدى قرى عزلة وادي سير بمديرية السياني التابعة لمحافظة إب، بلغ تعداد سكانها 184 نسمة حسب تعداد اليمن لعام 2004.